# Большая прутогнёздная крыса
Большая прутогнёздная крыса (лат. Leporillus conditor) — один из видов грызунов семейства мышиных.
Длина тела от 14 до 20 см, хвоста — 13—18 см, вес — от 180 до 450 г. Мех короткий и густой коричневого цвета переходит на брюхе в белый. Морда длинная и острая, остальная часть тела округлой формы. Задние конечности значительно длиннее передних. Длинный, покрытый волосами хвост с бахромой на конце.
Питается преимущественно растительным кормом, реже мелкими насекомыми. Общественные животные, держатся парами или группами.
Размножение происходит в сезон дождей. Самка рождает от 4 до 6 детёнышей. В год бывает несколько помётов.
Эндемик Австралии. Естественная среда обитания — сухая саванна.